# Eelco Bosch van Rosenthal
Eelco Alexander Bosch ridder van Rosenthal (Bunschoten, 22 juni 1976) is een Nederlandse televisiejournalist. Hij was leerling aan het Praedinius Gymnasium en studeerde amerikanistiek in Groningen. Hij werkt als verslaggever en presentator bij Nieuwsuur en schrijft met enige regelmaat voor diverse media.
Vanaf de zomer van 2007 werkte hij in Washington als correspondent voor de NOS. Hij was daar de opvolger van Wouter Kurpershoek. De presidentsverkiezingen in november 2012 waren zijn laatste klus in de VS, daarna werd hij verslaggever in Nederland en nam Wouter Zwart zijn plaats in de VS in. Samen met Waldemar Torenstra presenteerde hij in 2014 de tv-serie Het Koninkrijk.
Vanaf de zomer van 2013 werkt hij bij Nieuwsuur en in het najaar van 2016, in aanloop naar de Amerikaanse presidentsverkiezingen 2016, was de door Bosch van Rosenthal gepresenteerde achtdelige reisdocumentaireserie Droomland Amerika bij de VPRO op NPO 2 te zien. Vier jaar later, in aanloop naar de Amerikaanse presidentsverkiezingen 2020, maakte hij de vierdelige serie De slag om Texas voor de NTR. Weer vier jaar later, in aanloop naar de Amerikaanse presidentsverkiezingen van 2024, maakte Bosch van Rosenthal de vierdelige serie De Slag om Florida voor de NTR. Net als bij de vorige twee series was de regie in handen van Hans Pool.
Als Nieuwsuur-journalist richt Bosch van Rosenthal zich veelal op buitenlandverslaggeving en verslaggeving over nationale veiligheid, inlichtingendiensten en klokkenluiders. 
Als regisseur maakte hij twee korte documentaires: Live At The Rose Bowl (2007), gebaseerd op het boek Johan Cruijff. De Amerikaanse jaren van Pieter van Os, en Barack Obama, de Hawaiiaanse jaren (2012) over de jeugd en vorming van toenmalig president Obama.
In de loop der jaren legde Bosch van Rosenthal zich ook toe op gespreksleiding en interviews op televisie en op andere podia. Hij interviewde onder meer oud-presidenten Bill Clinton en Jimmy Carter, oud-minister Hillary Clinton, voormalig VN-chef Ban Ki-moon, de Israëlische president Yitzhak Herzog, voormalig Trump-adviseur Steve Bannon en klokkenluiders Edward Snowden en Julian Assange. 
Van 2015 tot 2024 was Bosch van Rosenthal bestuurslid van het John Adams Institute in Amsterdam.